# إيفان أليكسيتش
إيفان أليكسيتش (بالكرواتية: Ivan Aleksić) هو لاعب كرة قدم كرواتي في مركز ظهير ‏، ولد في 6 مارس 1993 في أوسييك في كرواتيا. شارك مع منتخب كرواتيا تحت 17 سنة لكرة القدم ومنتخب كرواتيا تحت 19 سنة لكرة القدم ومنتخب كرواتيا تحت 21 سنة لكرة القدم. أما مع النوادي، فقد لعب مع إنتر زابرشيتش ونادي أوسييك ونادي ياغودينا.

## وصلات خارجية
- إيفان أليكسيتش على موقع اتحاد كرواتيا (الكرواتية)
- إيفان أليكسيتش على موقع قاعدة بيانات كرة القدم.إي يو (الإنجليزية)
- إيفان أليكسيتش على موقع Soccerway.com (الإنجليزية)